# 多韦拉
多韦拉（義大利語：Dovera），是意大利克雷莫纳省的一个市镇。总面积20平方公里，人口3943人，人口密度197.2人/平方公里（2009年）。国家统计（ISTAT）代码为019041。